# Mise en place

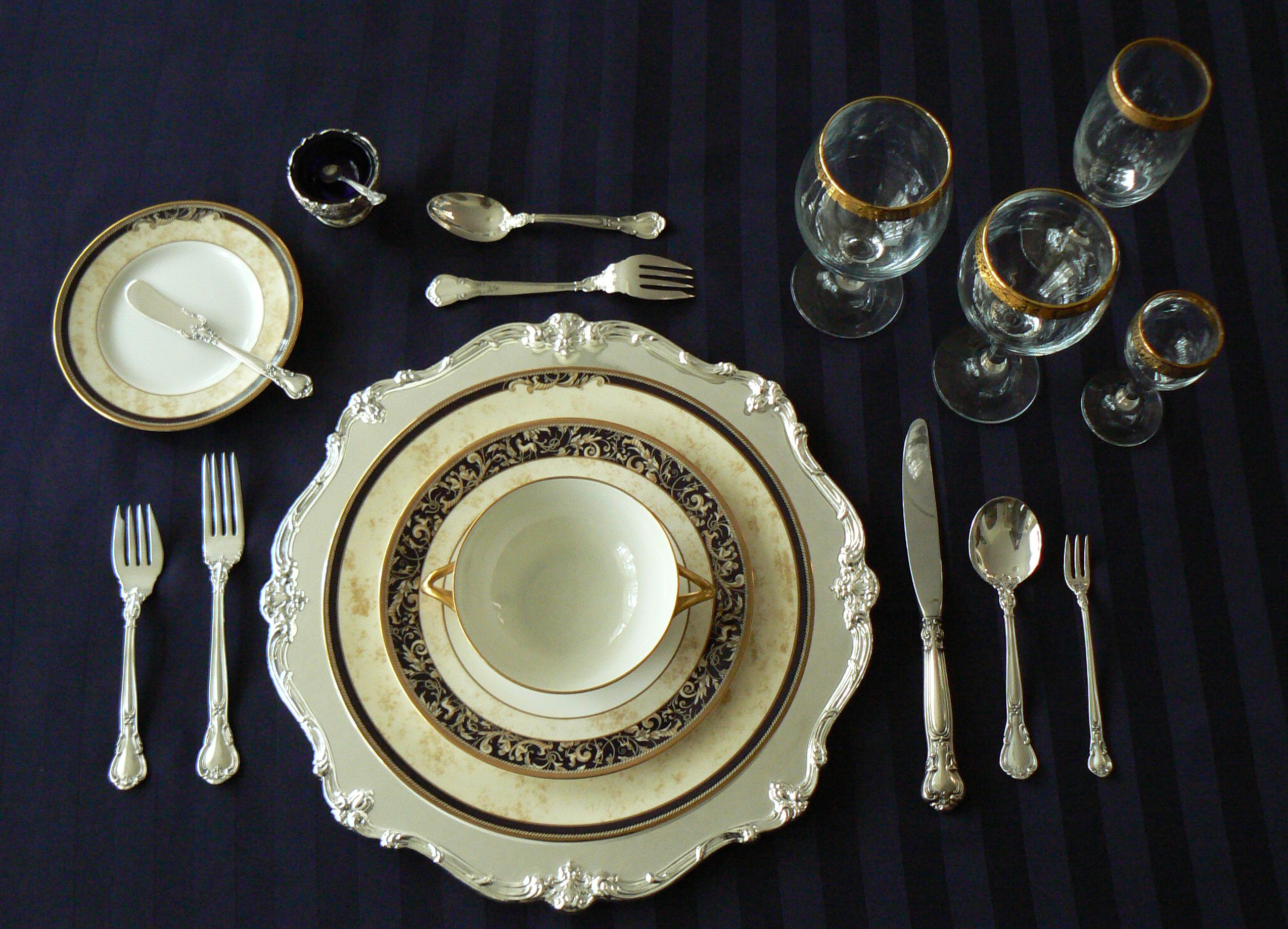
Cette présentation illustre la disposition des différents couverts. En effet dans la haute gastronomie il est important que chaque pièce soit à sa place : cela facilite la dégustation et met en bonne condition le client.

La mise en place est un terme utilisé en restauration.
Dans le service en salle, la mise en place regroupe l'ensemble des travaux préliminaires qui facilitent le service : napper et dresser les tables, remplir la ménagère, s'assurer de la propreté des lieux, etc.
En cuisine, ce sont tous les préparatifs avant la cuisson des plats : nettoyage, épluchage et découpe des légumes, préparation des fonds, découpe des grosses pièces de viande, etc.